# The Amateur Prodigal
The Amateur Prodigal è un cortometraggio muto del 1915. Il nome del regista non viene riportato.

## Produzione
Il film fu prodotto dalla Essanay Film Manufacturing Company.

## Distribuzione
Distribuito dalla General Film Company, il film - un cortometraggio a due bobine - uscì nelle sale cinematografiche USA il 19 febbraio 1915.
Il film viene citato in Moving Picture World del 13 febbraio 1915.